# Sandra Izbașa
Sandra Raluca Izbașa (Boekarest, 18 juni 1990) is een Roemeens gymnaste. Op de Olympische Spelen van 2008 behaalde ze een gouden medaille op de vloer en brons in de meerkamp voor landenteams. Vier jaar later behaalde ze op de Spelen van 2012 goud on de sprong en opnieuw brons in de landenmeerkamp.

## Biografie
Izbașa begon in 1994 te turnen bij haar club CSS Steaua Bucharest na tennis en schermen te hebben geprobeerd. In 2002 werd ze deel van het Roemeense nationaal turnteam. Op de Europese Jeugdkampioenschappen van 2004 eindigde ze zesde in de meerkamp en tweede op de vloer. In 2005 won ze goud op de vloer en de sprong in Japan.
In 2006, haar eerste jaar als senior, won Izbașa de meerkamp, vloer en sprong op de Roemeense Internationale Kampioenschappen. Ze nam ook deel aan de wereldkampioenschappen turnen in Denemarken waar haar team vierde werd en zijzelf pakte brons in de meerkamp en zilver op de balk. Op de Europese kampioenschappen van 2007 in Amsterdam won ze tweemaal zilver en brons met het team, maar blesseerde er haar enkel.
Het jaar nadien won haar team op de Europese kampioenschappen het goud en zijzelf goud op de vloer en zilver op de balk. Met dit team nam ze dat jaar deel aan de Olympische Spelen in Peking waarvan het een bronzen medaille meebracht. Izbașa won individueel goud op de vloer en werd achtste in de meerkamp.
2009 was een minder jaar voor Izbașa in de internationale competitie. Ze legde wel een goed nationaal examen af met 9,71 op 10 en ging sport en fysieke opleiding studeren aan de Babeș-Bolyaiuniversiteit. Ze wilde dat jaar ook deelnemen aan de wereldkampioenschappen, maar raakte opnieuw geblesseerd. Na een jaar kwam ze in 2010 terug op de wereldbeker in Gent, waar ze goud won op de vloer. Op de wereldkampioenschappen in Rotterdam eindigde ze met haar team vierde en ondanks haar favorietenrol werd ze zelf zevende op de vloer.
In 2011 won ze met een nieuwe vloeroefening goud op de wereldbeker in Parijs én de Europese kampioenschappen, waar ze ook het goud pakte in de sprong. Een voetblessure hield haar echter weg van de wereldkampioenschappen dat jaar. In 2012 werd ze met het team eerste op de Europese kampioenschappen in Brussel. Individueel won ze met de sprong. In de zomer van dat jaar ging ze naar de Olympische Spelen in Londen waar ze met haar team brons pakte. Izbașa won er goud op sprong nadat topfavoriete McKayla Maroney viel tijdens haar laatste sprong. Op de vloer eindigde ze achtste en laatste na een mislukte landing bij haar laatste sprong.